# Маріо Пінейда
Маріо Пінейда (ісп. Mario Pineida, нар. 6 липня 1992,) — еквадорський футболіст, захисник клубу «Депортіво Ель Насьйональ» та національної збірної Еквадору. Виступав також у складі клубів «Барселона» (Гуаякіль), «Індепендьєнте дель Вальє» та «Флуміненсе».

## Клубна кар'єра
У дорослому футболі Маріо Пінейда дебютував 2009 року виступами за команду «Панама», в якій грав у 2009—2010 роках. Протягом 2010—2015 років Пінейда захищав кольори клубу «Індепендьєнте дель Вальє». На початку 2016 року футболіст перейшов до складу команди «Барселона» (Гуаякіль), у складі якої грав до 2024 року, з піврічною перервою, коли він грав у оренді в бразильському клубі «Флуміненсе».
До складу клубу «Депортіво Ель Насьйональ» Маріо Пінейда приєднався 2024 року. Станом на 5 жовтня 2024 року відіграв за команду з Кіто 3 матчі в національному чемпіонаті.

## Виступи за збірні
2011 року Маріо Пінейда залучався до складу молодіжної збірної Еквадору. На молодіжному рівні зіграв у 12 офіційних матчах.
У 2014 році Пінейда дебютував у складі національної збірної Еквадору. У складі збірної був учасником розіграшу Кубка Америки 2015 року та розіграшу Кубка Америки 2021 року у Бразилії. Станом на початок жовтня 2024 року провів у складі національної збірної 9 матчів, у яких забитими м'ячами не відзначився.

## Титули і досягнення
- Чемпіон Еквадору (2):

«Барселона»: 2016, 2020
- Володар Кубка Еквадору (1):

«Ель Насьйональ»: 2024